# Wiktor Riabow (lekkoatleta)
Wiktor Pietrowicz Riabow (ros. Виктор Петрович Рябов, ur. 10 marca 1927) – radziecki lekkoatleta, sprinter, medalista mistrzostw Europy z 1954.
Zdobył brązowy medal w sztafecie 4 × 100 metrów na mistrzostwach Europy w 1954 w Bernie. Radziecka sztafeta biegła w składzie: Boris Tokariew, Riabow, Lewan Sanadze i Łeonid Barteniew. Riabow startował na tych mistrzostwach także w biegu na 100 metrów, w którym odpadł w półfinale.
Był mistrzem ZSRR w biegu na 100 metrów w 1954 oraz w  sztafecie 4 × 100 metrów w 1953 i 1954 oraz wicemistrzem w biegu na 100 metrów w 1953.
Rekordy życiowe Riabowa:
| Konkurencja        | Data i miejsce          | Wynik  |
| ------------------ | ----------------------- | ------ |
| bieg na 100 metrów | 13 września 1954, Kijów | 10,4 s |
| bieg na 200 metrów | 1955                    | 21,4 s |